# Us and Them
"Us and Them" er det sjette (på 1994 CD-udgaven) eller syvende nummer fra det engelske progressive rock band Pink Floyds album fra 1973, Dark Side of the Moon. Nummeret er skrevet af Richard Wright og Roger Waters og sunget af David Gilmour, med harmonier af Wright. Det er 7 minuter og 51 sekunder langt, hvilket gør det til det længste nummer på albummet. Da det blev spillet live i 70'erne var det endda en smule længere; på senere turnéer, som det bevises på optagelser og udgivelserne P•U•L•S•E og Delicate Sound of Thunder, kunne det dog være et helt minut kortere.
| Musik | Spire Denne musikartikel er en spire som bør udbygges. Du er velkommen til at hjælpe Wikipedia ved at udvide den. |